# Иерархия Хомского
Иерархия Хомского — классификация формальных языков и формальных грамматик, согласно которой они делятся на 4 типа по их условной сложности. Предложена профессором Массачусетского технологического института, лингвистом Ноамом Хомским.

## Классификация грамматик
Согласно Хомскому, формальные грамматики можно разделить на четыре типа. Для отнесения грамматики к тому или иному типу необходимо соответствие всех её правил (продукций) некоторым схемам.

### Тип 0 — неограниченные
Грамматика с фразовой структурой G — это алгебраическая структура, упорядоченная четвёрка (VT, VN, P, S), где:
- {\displaystyle V_{T}} — алфавит (множество) терминальных символов — терминалов,
- {\displaystyle V_{N}} — алфавит (множество) нетерминальных символов — нетерминалов,
- {\displaystyle V=V_{T}\cup V_{N}} — словарь {\displaystyle G}, причём {\displaystyle V_{T}\cap V_{N}=\varnothing }
- {\displaystyle P} — конечное множество продукций (правил) грамматики, {\displaystyle P\subseteq V^{+}\times V^{*}}
- {\displaystyle S} — начальный символ (источник).

Здесь {\displaystyle V^{*}} — множество всех строк над алфавитом {\displaystyle V}, а {\displaystyle V^{+}} — множество непустых строк над алфавитом {\displaystyle V}.
К типу 0 по классификации Хомского относятся неограниченные грамматики — грамматики с фразовой структурой, то есть все без исключения формальные грамматики. Правила можно записать в виде:
{\displaystyle \alpha \rightarrow \beta },
где {\displaystyle \alpha \in V^{+}} — любая непустая цепочка, содержащая хотя бы один нетерминальный символ, а {\displaystyle \beta \in V^{*}} — любая цепочка символов из алфавита.
Практического применения в силу своей сложности такие грамматики не имеют.

### Тип 1 — контекстно-зависимые
К этому типу относятся контекстно-зависимые (КЗ) грамматики и неукорачивающие грамматики. Для грамматики {\displaystyle G(V_{T},V_{N},P,S),V=V_{T}\cup V_{N}} все правила имеют вид:
- {\displaystyle \alpha A\beta \rightarrow \alpha \gamma \beta }, где {\displaystyle \alpha ,\beta \in V^{*},\gamma \in V^{+},A\in V_{N}}. Такие грамматики относят к контекстно-зависимым.
- {\displaystyle \alpha \rightarrow \beta }, где {\displaystyle \alpha ,\beta \in V^{+},1\leq |\alpha |\leq |\beta |}. Такие грамматики относят к неукорачивающим.

Эти классы грамматик эквивалентны. Могут использоваться при анализе текстов на естественных языках, однако при построении компиляторов практически не используются в силу своей сложности.
Для контекстно-зависимых грамматик доказано утверждение: по некоторому алгоритму за конечное число шагов можно установить, принадлежит цепочка терминальных символов данному языку или нет.

### Тип 2 — контекстно-свободные
К этому типу относятся контекстно-свободные (КС) грамматики. Для грамматики {\displaystyle G(V_{T},V_{N},P,S),V=V_{T}\cup V_{N}} все правила имеют вид:
- {\displaystyle A\rightarrow \beta }, где {\displaystyle \beta \in V^{+}} (для неукорачивающих КС-грамматик) или {\displaystyle \beta \in V^{*}} (для укорачивающих), {\displaystyle A\in V_{N}}. То есть грамматика допускает появление в левой части правила только нетерминального символа.

КС-грамматики широко применяются для описания синтаксиса компьютерных языков (см. синтаксический анализ).

### Тип 3 — регулярные
К третьему типу относятся регулярные грамматики (автоматные) — самые простые из формальных грамматик. Они являются контекстно-свободными, но с ограниченными возможностями.
Все регулярные грамматики могут быть разделены на два эквивалентных класса, которые для грамматики вида III будут иметь правила следующего вида:
- {\displaystyle A\rightarrow B\gamma } или {\displaystyle A\rightarrow \gamma }, где {\displaystyle \gamma \in V_{T}^{*},A,B\in V_{N}} (для леволинейных грамматик).
- {\displaystyle A\rightarrow \gamma B}; или {\displaystyle A\rightarrow \gamma }, где {\displaystyle \gamma \in V_{T}^{*},A,B\in V_{N}} (для праволинейных грамматик).

Регулярные грамматики применяются для описания простейших конструкций: идентификаторов, строк, констант, а также языков ассемблера, командных процессоров и др.

## Классификация языков
Формальные языки классифицируются в соответствии с типами грамматик, которыми они задаются. Однако, один и тот же язык может быть задан разными грамматиками, относящимися к разным типам. В таком случае, считается, что язык относится к наиболее простому из них. Так, язык, описанный грамматикой с фразовой структурой, контекстно-зависимой и контекстно-свободной грамматиками, будет контекстно-свободным.
Так же, как и для грамматик, сложность языка определяется его типом. Наиболее сложные — языки с фразовой структурой (сюда можно отнести естественные языки), далее — КЗ-языки, КС-языки и самые простые — регулярные языки.